# Jarno Trulli
Jarno Trulli (* 13. Juli 1974 in Pescara) ist ein ehemaliger italienischer Automobilrennfahrer. Er startete von 1997 bis 2011 in der Formel 1. Seinen einzigen Grand-Prix-Sieg erzielte er 2004 für Renault. 2014/15 fuhr er in der FIA-Formel-E-Meisterschaft.
Trulli ist neben Riccardo Patrese, Giancarlo Fisichella und Andrea de Cesaris einer von vier Italienern, die mindestens 200 Grand-Prix-Rennen bestritten haben. Trulli gehört mit 252 Starts zu den zehn Formel-1-Fahrern mit den meisten Grand-Prix-Starts.
1996 war Trulli deutscher Formel-3-Meister.

## Karriere

### Anfänge im Motorsport
Wie die meisten Rennfahrer begann Trulli seine Karriere im Kartsport, in dem er von 1983 bis 1994 aktiv war und 1991 Kart-Weltmeister in der Formel K wurde. Außerdem machte er 1993 in der italienischen Formel-3-Meisterschaft und 1994 in der britischen Formel-3-Meisterschaft erste Erfahrungen im Formelsport. 1995 wechselte er in die deutsche Formel-3-Meisterschaft und belegte mit zwei Siegen den vierten Platz im Gesamtklassement. Beim prestigeträchtigen Macau Grand Prix wurde der Italiener Zweiter hinter dem Deutschen Ralf Schumacher. 1996 blieb Trulli in der deutschen Formel-3-Meisterschaft und gewann mit sechs Siegen den Meistertitel dieser Serie. Außerdem absolvierte er Formel-1-Testfahrten für das Benetton-Team.

### Formel 1

#### Minardi und Prost (1997–1999)

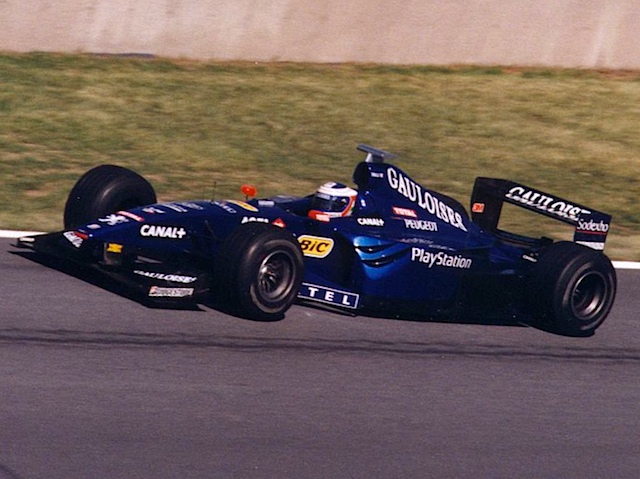
Trulli im Prost-Peugeot, Kanada 1999

Trullis Formel-1-Karriere begann 1997 bei Minardi. Dort überzeugte der Italiener auf unterlegenem Material von Saisonbeginn an, bevor ihn Alain Prost Mitte des Jahres für sein eigenes Team Prost Grand Prix verpflichtete, nachdem sich sein Stammfahrer Olivier Panis bei einem schweren Unfall in Kanada beide Beine gebrochen hatte. In einem recht konkurrenzfähigen Auto konnte Trulli nun zeigen, dass er mehr als nur Talent besaß. Beim Großen Preis von Österreich nutzte er den Vorteil seiner Bridgestone-Reifen und führte das Rennen bis zu seinem Ausfall an. Prost nahm den vielversprechenden Nachwuchsfahrer für zwei Jahre unter Vertrag. In der Folgezeit entpuppten sich die Prost-Renner jedoch als wenig konkurrenzfähig und zuverlässig. 1998 und 1999 konnte Trulli mit Glück ein paar WM-Punkte sammeln. Sein erfolgreichstes Rennen für Prost absolvierte Trulli 1999 beim Großen Preis von Europa, bei dem er hinter Johnny Herbert den zweiten Platz belegte.

#### Jordan (2000–2001)

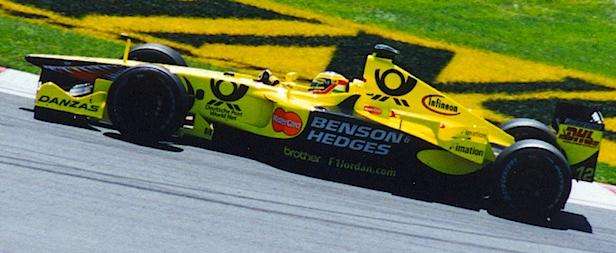
Trulli im Jordan, 2001

Für die Saison 2000 wechselte der Italiener zu Jordan, wo er sich aufgrund der Vorjahreserfolge des britisch-irischen Rennstalls deutlich konkurrenzfähigeres Material erhoffte. Doch auch bei Jordan blieben die erhofften Erfolge aus. Nach zwei erfolgreichen Jahren befand sich das Team wieder auf dem absteigenden Ast und in beiden Jahren reichte es für den Italiener nur zu regelmäßigen Punkteplatzierungen. Immerhin konnte Trulli zeigen, dass es nicht an seiner Leistung lag. Seinen deutschen Teamkollegen Heinz-Harald Frentzen hatte er zumindest im Training meist im Griff. Die Konsequenz war, dass Jordan den Mönchengladbacher Mitte der Saison 2001 kurzerhand entließ und durch Jean Alesi ersetzte. Nachdem auch mit den Werksmotoren von Honda keine Besserung eingetreten war, verließ Trulli Jordan zum Ende der Saison 2001.

#### Renault (2002–2004)

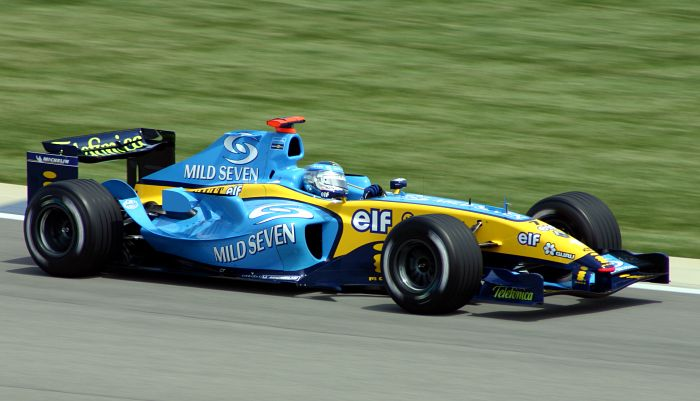
Trulli im Renault, 2004

2002 wechselte Trulli zu Renault, das sich nach der Übernahme des Benetton-Teams im Aufwärtstrend befand. Der Italiener ersetzte beim französischen Team seinen Landsmann Giancarlo Fisichella, der aus Verärgerung darüber, keine Gehaltserhöhung erhalten zu haben, Renault verlassen hatte und bei Jordan Trullis Nachfolger wurde. Seinem neuen Teamkollegen Jenson Button musste sich Trulli meist beugen – wenn er auch deutlich mehr unverschuldete Ausfälle zu beklagen hatte als der Brite.
2003 wurde Button durch den bisherigen Testfahrer Renaults, Fernando Alonso, ersetzt. Zusammen bildeten die beiden Rennfahrer ein schlagkräftiges Duo. Allerdings wurden Trullis Leistungen erneut von seinem Teamkollegen übertroffen. So gewann Alonso beispielsweise als zu dem Zeitpunkt jüngster Fahrer der Formel-1-Geschichte sein erstes Rennen, während Trulli sieglos blieb.
2004 blieben Alonso und Trulli bei Renault. Nachdem Michael Schumacher die ersten fünf Saisonrennen gewonnen hatte, stoppte Trulli beim sechsten Saisonrennen in Monaco den Siegeszug des Deutschen, der nach einer Kollision mit Juan Pablo Montoya ausschied, und gewann sein erstes Rennen bei dem prestigeträchtigen Rennen in Monte Carlo, wo der Italiener traditionell stark unterwegs war. Obwohl Trulli gute Leistungen zeigte und mit Alonso Schritt halten konnte, wurde er drei Rennen vor Saisonende von Flavio Briatore entlassen und durch den ehemaligen Weltmeister Jacques Villeneuve ersetzt. Bis heute ist der Grund für die Kündigung ungeklärt.

#### Toyota (2004–2009)

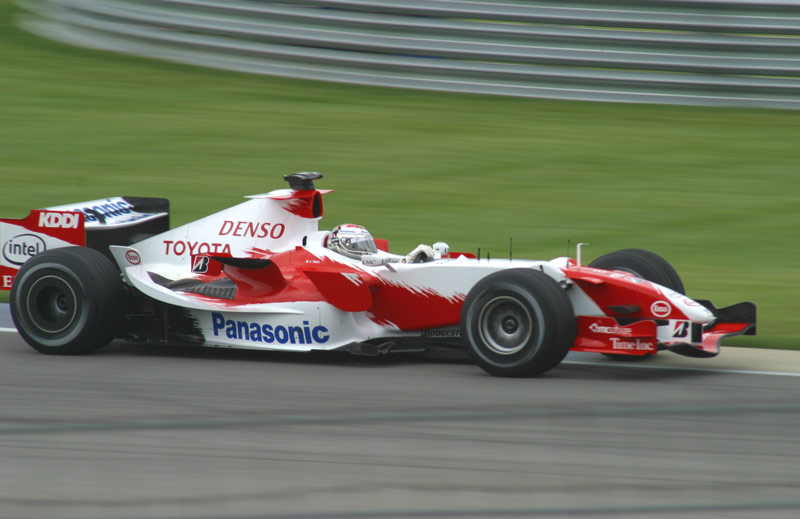
Trulli im Toyota, 2006

Bereits vor Ende der Saison 2004 fand Trulli bei Toyota Racing ein neues Renncockpit und er bestritt die letzten zwei Saisonrennen für sein neues Team. Die Saison, die Trulli als Sechster der Fahrerwertung beendete, war die bisher erfolgreichste Saison in Trullis Karriere.
Das Jahr 2005 zeigte ein deutlich erstarktes Toyota-Team, bei dem Trulli in der ersten Saisonhälfte zu Höchstform auflief. Er beendete mehrere Rennen auf dem Podium und stellte dabei seinen hoch eingeschätzten und besser bezahlten Teamkollegen Ralf Schumacher zunächst in den Schatten. Im weiteren Verlauf der Saison vermochte Trulli sich aber nicht mehr zu steigern, während Schumacher Boden gut machte und im Endklassement zwei Punkte mehr auf dem Konto hatte.
In die Folgesaison ging das japanische Team als Vierter der Konstrukteursweltmeisterschaft mit entsprechend großen Hoffnungen auf eine weitere Steigerung und den möglichen ersten Sieg. Es stellte sich aber schnell heraus, dass Toyota kein konkurrenzfähiges Auto gebaut hatte. Zudem fiel die Umstellung auf die Einheitsreifen von Bridgestone schwerer als erwartet. Trulli konnte erst im neunten Rennen zum ersten Mal punkten und fiel fünfmal mit technischem Defekt aus. Das Saison-Ergebnis fiel für Trulli, der den zwölften Platz hinter seinem Teamkollegen Ralf Schumacher, der Platz zehn belegte, ernüchternd aus.
Auch 2007 gelang es nicht, ein schnelles und zuverlässiges Auto auf die Strecke zu bringen. Trulli und Schumacher verzweifelten an einem schwer abzustimmenden und chronisch untersteuernden Wagen. Der Deutsche, der darüber offensichtlich seine Motivation verlor, wurde nicht weiterverpflichtet. Trulli indes, der Schumacher plötzlich in allen Belangen mehr als deutlich im Griff hatte, erkämpfte sich immerhin acht WM-Punkte und blieb im Team.

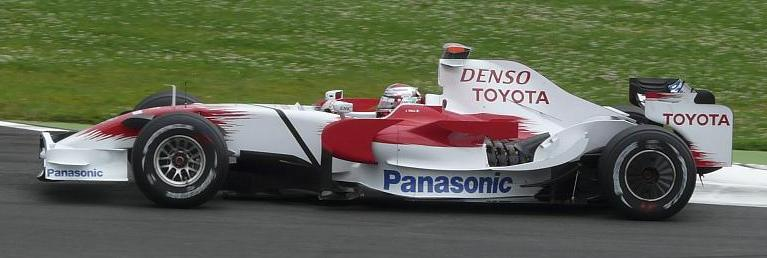
Auf’s Podest: Magny-Cours 2008

2008 wurde Schumacher durch dessen Landsmann Timo Glock, dem damaligen GP2-Meister, ersetzt. Obwohl Glock mit einem Zweiten Platz die beste Platzierung des Toyota-Teams erzielte, holte Trulli in der gesamten Saison mehr Punkte als sein Teamkollege. Trullis bestes Saisonresultat war ein dritter Platz in Frankreich, wo er sich nur den beiden Ferrari-Piloten geschlagen geben musste. Am Saisonende belegte der Italiener den neunten Platz in der Gesamtwertung.
2009 blieben Trulli und Glock bei Toyota. Am Anfang der Saison verfügte das Toyota-Team über ein konkurrenzfähiges Auto und so erzielte Trulli zwei dritte Plätze in den ersten vier Rennen und holte zudem eine Pole-Position. In Belgien ging Trulli als einer der Favoriten von Platz zwei startend ins Rennen. Allerdings fiel er nach einer Kollision in der ersten Runde ans Ende des Feldes zurück und gab später auf. Beim Großen Preis von Brasilien kam es zu einer Kollision zwischen Trulli und Adrian Sutil. Noch am Unfallort wurde von Trulli lautstark eine Strafe für Sutil gefordert, da dieser ihn absichtlich von der Strecke gedrängt haben soll. Die Rennkommissare sahen dies allerdings anders und Trulli wurde wegen unangebrachten Verhaltens mit einer Geldstrafe von 10.000 Dollar belegt. Am Saisonende belegte Trulli den achten Platz in der Fahrerweltmeisterschaft und lag somit vor Glock, der Zehnter wurde. In den letzten zwei Rennen hatte Trulli mit Kamui Kobayashi, der nach einer Verletzung von Glock als Ersatz eingesprungen war, einen Teamkollegen, der im Toyota mit Überholmanövern und guten Rennen für Aufsehen sorgte. Nach fünf kompletten Saisons bei Toyota wurde Trulli frühzeitig mitgeteilt, dass er sich für die kommende Saison ein neues Cockpit suchen sollte. Nach Saisonende beendete Toyota schließlich sein Formel-1-Engagement.

#### Lotus (2010–2011)

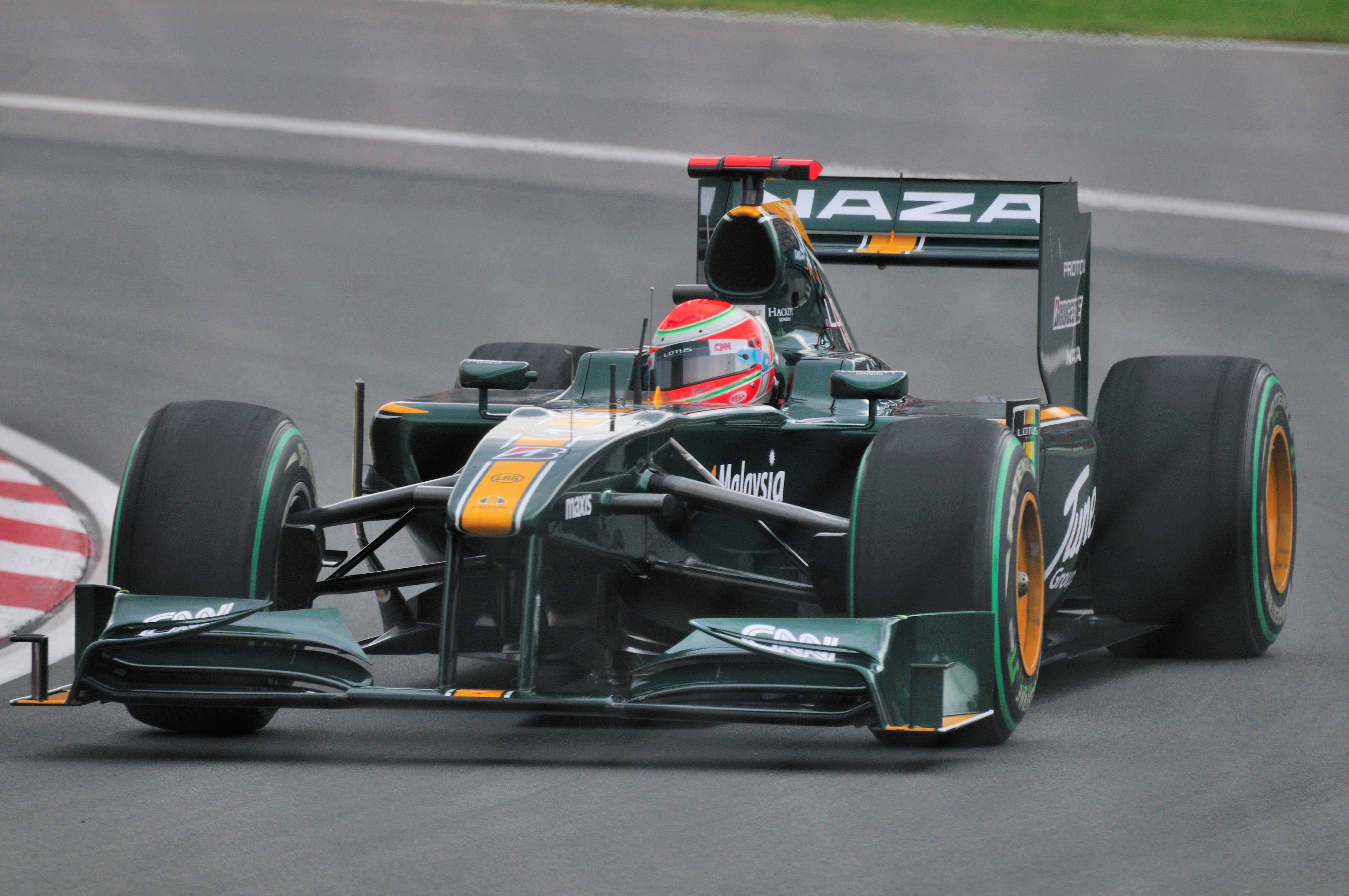
Trulli im Lotus beim Großen Preis von Kanada 2010

2010 ging Trulli als Teamkollege von Heikki Kovalainen für den neuen Rennstall Lotus Racing an den Start. Beim Saisonauftakt in Bahrain blieb Trulli kurz vor Rennende stehen, wurde aber noch als 17. gewertet. Zum Großen Preis von Australien konnte der Italiener wegen technischer Probleme nicht starten. Beim Großen Preis von Monaco schied er nach einer gefährlich aussehenden Kollision mit Karun Chandhok kurz vor Schluss aus. Seine beste Saisonplatzierung erzielte er beim Großen Preis von Japan mit einem 13. Platz, dabei profitierte er von einigen Ausfällen. In der Weltmeisterschaft belegte er am Saisonende den 21. Platz.
2011 trat Trulli abermals für Lotus an. Beim Großen Preis von Deutschland wurde er einmalig durch Karun Chandhok ersetzt. Zwei 13. Plätze waren seine besten Resultate. Am Saisonende belegte er erneut den 21. Gesamtrang. Damit lag er eine Position vor Kovalainen, der ihn jedoch im Qualifyingduell mit 16:2 und im Rennduell mit 10:6 geschlagen hatte.
Trulli besaß mit dem Rennstall, der ab 2012 als Caterham F1 Team antritt, einen Vertrag bis zum Ende der Saison 2012. Nach den ersten Testfahrten zur neuen Saison wurde er allerdings durch Witali Petrow ersetzt.

### Formel E
2014 kehrte Trulli in den Motorsport zurück. Er fuhr für sein eigenes Team, Trulli Formula E Team, in der FIA-Formel-E-Meisterschaft. Die Betreuung der Renneinsätze wurde von Super Nova durchgeführt. Beim dritten Rennen, dem Punta del Este ePrix, erzielte er als Vierter erstmals Punkte. Beim Berlin ePrix erzielte Trulli die Pole-Position. Im Rennen fiel er sukzessive bis auf den letzten Platz zurück. Als schlechtester Fahrer, der zu jedem Rennen gestartet war, beendete er die Saison auf dem 20. Gesamtrang.
Im August 2015 gab Trulli seinen Rücktritt als Fahrer bekannt. Er war aber weiterhin im Trulli Formula E Team als Teamchef tätig. Sein Cockpit übernahm Salvador Durán. Nachdem Durán das Team nach dem ersten Rennen verlassen hatte, kehrte Trulli kurzfristig als Rennfahrer zurück ins Cockpit.
Nachdem die ersten beiden Rennen in der Saison 2015/16 vom Team ausgelassen worden waren, stieg dieses aus der Formel E aus.

## Persönliches
Mit seiner Ehefrau Barbara hat Jarno Trulli zwei Söhne. Sein Sohn Enzo Trulli fährt in der Formel 3. Der Italiener ist Hobbywinzer und besitzt in seiner Heimat mehrere Weinberge.
Seinen für einen Italiener untypischen Vornamen verdankt Trulli seinem motorradsportbegeisterten Vater, der ein Fan des 1973 in Monza tödlich verunglückten finnischen Motorrad-Weltmeisters Jarno Saarinen war.

## Sonstiges
Anfang 2012 gab Trulli bekannt, in seiner Zeit als Toyota-Pilot ein Angebot der Scuderia Ferrari durch Jean Todt erhalten zu haben. Den genauen Zeitpunkt äußerte er nicht. Trulli wechselte gegen Ende der Saison 2004 zu Toyota und Todt war bis 2007 Teamchef von Ferrari. Trulli lehnte das Angebot ab, da er zu dem Zeitpunkt langfristig an Toyota gebunden war.

## Statistik

### Karrierestationen
- 1983–1994: Kartsport
- 1993: Italienische Formel 3
- 1994: Britische Formel 3
- 1995: Deutsche Formel 3 (Platz 4)
- 1996: Deutsche Formel 3 (Meister)
- 1997: Formel 1 (Platz 15)
- 1998: Formel 1 (Platz 16)
- 1999: Formel 1 (Platz 11)
- 2000: Formel 1 (Platz 10)
- 2001: Formel 1 (Platz 9)
- 2002: Formel 1 (Platz 8)
- 2003: Formel 1 (Platz 8)
- 2004: Formel 1 (Platz 6)
- 2005: Formel 1 (Platz 7)
- 2006: Formel 1 (Platz 12)
- 2007: Formel 1 (Platz 13)
- 2008: Formel 1 (Platz 9)
- 2009: Formel 1 (Platz 8)
- 2010: Formel 1 (Platz 21)
- 2011: Formel 1 (Platz 21)
- 2015: Formel E (Platz 20)
- 2016: Formel E

### Statistik in der Formel-1-Weltmeisterschaft
Diese Statistik umfasst alle Teilnahmen des Fahrers an der Formel-1-Weltmeisterschaft.

#### Grand-Prix-Siege
- 2004:  Monaco (Monte Carlo)

#### Gesamtübersicht
| Saison | Team                       | Chassis               | Motor               | Rennen | Siege | Zweiter | Dritter | Poles | schn. Rennrunden | Punkte | WM-Pos. |
| ------ | -------------------------- | --------------------- | ------------------- | ------ | ----- | ------- | ------- | ----- | ---------------- | ------ | ------- |
| 1997   | Minardi Team               | Minardi M197          | Hart 3.0 V8         | 6      | –     | –       | –       | –     | –                | –      | 15.     |
| 1997   | Prost Gauloises Blondes    | Prost JS45            | Mugen-Honda 3.0 V10 | 7      | –     | –       | –       | –     | –                | 3      | 15.     |
| 1998   | Gauloises Prost Peugeot    | Prost AP01            | Peugeot 3.0 V10     | 16     | –     | –       | –       | –     | –                | 1      | 16.     |
| 1999   | Gauloises Prost Peugeot    | Prost AP02            | Peugeot 3.0 V10     | 15     | –     | 1       | –       | –     | –                | 7      | 11.     |
| 2000   | Benson & Hedges Jordan     | Jordan EJ10 / EJ10B   | Mugen-Honda 3.0 V10 | 17     | –     | –       | –       | –     | –                | 6      | 10.     |
| 2001   | B&H Jordan Honda           | Jordan EJ11           | Honda 3.0 V10       | 17     | –     | –       | –       | –     | –                | 12     | 9.      |
| 2002   | Mild Seven Renault F1 Team | Renault R202          | Renault 3.0 V10     | 17     | –     | –       | –       | –     | –                | 9      | 8.      |
| 2003   | Mild Seven Renault F1 Team | Renault R23 / R23B    | Renault 3.0 V10     | 16     | –     | –       | 1       | –     | –                | 33     | 8.      |
| 2004   | Mild Seven Renault F1 Team | Renault R24           | Renault 3.0 V10     | 15     | 1     | –       | 1       | 2     | –                | 46     | 6.      |
| 2004   | Panasonic Toyota Racing    | Toyota TF104B         | Toyota 3.0 V10      | 2      | –     | –       | –       | –     | –                | –      | 6.      |
| 2005   | Panasonic Toyota Racing    | Toyota TF105 / TF105B | Toyota 3.0 V10      | 18     | –     | 2       | 1       | 1     | –                | 43     | 7.      |
| 2006   | Panasonic Toyota Racing    | Toyota TF106 / TF106B | Toyota 2.4 V8       | 18     | –     | –       | –       | –     | –                | 15     | 12.     |
| 2007   | Panasonic Toyota Racing    | Toyota TF107          | Toyota 2.4 V8       | 17     | –     | –       | –       | –     | –                | 8      | 13.     |
| 2008   | Panasonic Toyota Racing    | Toyota TF108          | Toyota 2.4 V8       | 18     | –     | –       | 1       | –     | –                | 31     | 9.      |
| 2009   | Panasonic Toyota Racing    | Toyota TF109          | Toyota 2.4 V8       | 17     | –     | 1       | 2       | 1     | 1                | 32,5   | 8.      |
| 2010   | Lotus Racing               | Lotus T127            | Cosworth 2.4 V8     | 18     | –     | –       | –       | –     | –                | –      | 21.     |
| 2011   | Team Lotus                 | Lotus T128            | Renault 2.4 V8      | 18     | –     | –       | –       | –     | –                | –      | 21.     |
| Gesamt | Gesamt                     | Gesamt                | Gesamt              | 252    | 1     | 4       | 6       | 4     | 1                | 246,5  |         |

#### Einzelergebnisse
| Saison | 1   | 2   | 3   | 4   | 5   | 6   | 7   | 8   | 9   | 10  | 11  | 12  | 13  | 14  | 15  | 16  | 17  | 18 | 19 |
| ------ | --- | --- | --- | --- | --- | --- | --- | --- | --- | --- | --- | --- | --- | --- | --- | --- | --- | -- | -- |
| 1997   |     |     |     |     |     |     |     |     |     |     |     |     |     |     |     |     |     |    |    |
| 9      | 12  | 9   | DNS | DNF | 15  | DNF | 10  | 8   | 4   | 7   | 15  | 10  | DNF |     |     |     |     |    |    |
| 1998   |     |     |     |     |     |     |     |     |     |     |     |     |     |     |     |     |     |    |    |
| DNF    | DNF | 11  | DNF | 9   | DNF | DNF | DNF | DNF | 10  | 12  | DNF | 6   | 13  | DNF | 12* |     |     |    |    |
| 1999   |     |     |     |     |     |     |     |     |     |     |     |     |     |     |     |     |     |    |    |
| DNF    | DNF | DNF | 7   | 6   | DNF | 7   | 9   | 7   | DNF | 8   | 12  | DNF | 2   | DNS | DNF |     |     |    |    |
| 2000   |     |     |     |     |     |     |     |     |     |     |     |     |     |     |     |     |     |    |    |
| DNF    | 4   | 15* | 6   | 12  | DNF | DNF | 6   | 6   | DNF | 9   | 7   | DNF | DNF | DNF | 13  | 12  |     |    |    |
| 2001   |     |     |     |     |     |     |     |     |     |     |     |     |     |     |     |     |     |    |    |
| DNF    | 8   | 5   | 5   | 4   | DSQ | DNF | 11* | DNF | 5   | DNF | DNF | DNF | DNF | DNF | 4   | 8   |     |    |    |
| 2002   |     |     |     |     |     |     |     |     |     |     |     |     |     |     |     |     |     |    |    |
| DNF    | DNF | DNF | 9   | 10* | DNF | 4   | 6   | 8   | DNF | DNF | DNF | 8   | DNF | 4   | 5   | DNF |     |    |    |
| 2003   |     |     |     |     |     |     |     |     |     |     |     |     |     |     |     |     |     |    |    |
| 5      | 5   | 8   | 13  | DNF | 8   | 6   | DNF | DNF | DNF | 6   | 3   | 7   | DNF | 4   | 5   |     |     |    |    |
| 2004   |     |     |     |     |     |     |     |     |     |     |     |     |     |     |     |     |     |    |    |
| 7      | 5   | 4   | 5   | 3   | 1   | 4   | DNF | 4   | 4   | DNF | 11  | DNF | 9   | 10  |     | 11  | 12  |    |    |
| 2005   |     |     |     |     |     |     |     |     |     |     |     |     |     |     |     |     |     |    |    |
| 9      | 2   | 2   | 5   | 3   | 10  | 8   | DNF | DNS | 5   | 9   | 14* | 4   | 6   | 5   | DNF | 13* | DNF | 15 |    |
| 2006   |     |     |     |     |     |     |     |     |     |     |     |     |     |     |     |     |     |    |    |
| 16     | 9   | DNF | DNF | 9   | 10  | 17* | 11  | 6   | 4   | DNF | 7   | 12* | 9   | 7   | DNF | 6   | DNF |    |    |
| 2007   |     |     |     |     |     |     |     |     |     |     |     |     |     |     |     |     |     |    |    |
| 9      | 7   | 7   | DNF | 15  | DNF | 6   | DNF | DNF | 13  | 10  | 16  | 11  | 11  | 13  | 13  | 8   |     |    |    |
| 2008   |     |     |     |     |     |     |     |     |     |     |     |     |     |     |     |     |     |    |    |
| DNF    | 4   | 6   | 8   | 10  | 13  | 6   | 3   | 7   | 9   | 7   | 5   | 16  | 13  | DNF | 5   | DNF | 8   |    |    |
| 2009   |     |     |     |     |     |     |     |     |     |     |     |     |     |     |     |     |     |    |    |
| 3      | 4   | DNF | 3   | DNF | 13  | 4   | 7   | 17  | 8   | 13  | DNF | 14  | 12  | 2   | DNF | 7   |     |    |    |
| 2010   |     |     |     |     |     |     |     |     |     |     |     |     |     |     |     |     |     |    |    |
| 17*    | DNS | 17  | DNF | 17  | 15* | DNF | DNF | 21  | 16  | DNF | 15  | 19  | DNF | DNF | 13  | DNF | 19  | 21 |    |
| 2011   |     |     |     |     |     |     |     |     |     |     |     |     |     |     |     |     |     |    |    |
| 13     | DNF | 19  | 18  | 18  | 13  | 16  | 20  | DNF |     | DNF | 14  | 14  | DNF | 19  | 17  | 19  | 18  | 18 |    |

| Legende  | Legende            | Legende                                                          |
| Farbe    | Abkürzung          | Bedeutung                                                        |
| -------- | ------------------ | ---------------------------------------------------------------- |
| Gold     | –                  | Sieg                                                             |
| Silber   | –                  | 2. Platz                                                         |
| Bronze   | –                  | 3. Platz                                                         |
| Grün     | –                  | Platzierung in den Punkten                                       |
| Blau     | –                  | Klassifiziert außerhalb der Punkteränge                          |
| Violett  | DNF                | Rennen nicht beendet (did not finish)                            |
| Violett  | NC                 | nicht klassifiziert (not classified)                             |
| Rot      | DNQ                | nicht qualifiziert (did not qualify)                             |
| Rot      | DNPQ               | in Vorqualifikation gescheitert (did not pre-qualify)            |
| Schwarz  | DSQ                | disqualifiziert (disqualified)                                   |
| Weiß     | DNS                | nicht am Start (did not start)                                   |
| Weiß     | WD                 | zurückgezogen (withdrawn)                                        |
| Hellblau | PO                 | nur am Training teilgenommen (practiced only)                    |
| Hellblau | TD                 | Freitags-Testfahrer (test driver)                                |
| ohne     | DNP                | nicht am Training teilgenommen (did not practice)                |
| ohne     | INJ                | verletzt oder krank (injured)                                    |
| ohne     | EX                 | ausgeschlossen (excluded)                                        |
| ohne     | DNA                | nicht erschienen (did not arrive)                                |
| ohne     | C                  | Rennen abgesagt (cancelled)                                      |
| ohne     | keine WM-Teilnahme |                                                                  |
| sonstige | P/fett             | Pole-Position                                                    |
| sonstige | 1/2/3/4/5/6/7/8    | Punktplatzierung im Sprint-/Qualifikationsrennen                 |
| sonstige | SR/kursiv          | Schnellste Rennrunde                                             |
| sonstige | *                  | nicht im Ziel, aufgrund der zurückgelegten Distanz aber gewertet |
| sonstige | ()                 | Streichresultate                                                 |
| sonstige | unterstrichen      | Führender in der Gesamtwertung                                   |

### Einzelergebnisse in der FIA-Formel-E-Meisterschaft
| Jahr    | Team                  | 1   | 2   | 3   | 4   | 5   | 6   | 7   | 8   | 9   | 10  | 11    | Punkte | Rang |
| ------- | --------------------- | --- | --- | --- | --- | --- | --- | --- | --- | --- | --- | ----- | ------ | ---- |
| 2014/15 | Trulli                | BEI | PUT | PUN | BUE | MIA | LBH | MON | BER | MOS | LON | LON   | 15     | 20.  |
| 2014/15 | Trulli                | DNF | 16  | 4   | DNF | 15  | DNF | 11  | 19* | 18* | 15  | (DNF) | 15     | 20.  |
| 2015/16 | Trulli Formula E Team | BEI | PUT | PUN | BUE | MEX | LBH | PAR | BER | LON | LON |       | –      | –    |
| 2015/16 | Trulli Formula E Team | DNP |     |     |     |     |     |     |     |     |     |       | –      | –    |

| Legende                      | Legende       | Legende                                                                 |
| Farbe                        | Abkürzung     | Bedeutung                                                               |
| ---------------------------- | ------------- | ----------------------------------------------------------------------- |
| Gold                         | —             | Sieger                                                                  |
| Silber                       | —             | 2. Platz                                                                |
| Bronze                       | —             | 3. Platz                                                                |
| Grün                         | —             | Platzierung in den Punkten                                              |
| Blau                         | —             | Klassifiziert außerhalb der Punkteränge                                 |
| Violett                      | DNF           | Rennen nicht beendet                                                    |
| Violett                      | NC            | nicht klassifiziert                                                     |
| Rot                          | DNQ           | nicht qualifiziert                                                      |
| Schwarz                      | DSQ           | disqualifiziert                                                         |
| Weiß                         | DNS           | nicht am Start                                                          |
| Weiß                         | WD            | zurückgezogen                                                           |
| Weiß                         | C             | Rennen abgesagt                                                         |
| Blanko                       |               | nicht teilgenommen                                                      |
| Blanko                       | DNP           | gemeldet, aber nicht teilgenommen                                       |
| Blanko                       | INJ           | verletzt oder krank                                                     |
| Blanko                       | EX            | ausgeschlossen                                                          |
| sonstige Formate und Zeichen | P/fett        | Pole-Position                                                           |
| sonstige Formate und Zeichen | kursiv        | Schnellste Rennrunde (ab 2017/18: Schnellste Rennrunde der ersten Zehn) |
| sonstige Formate und Zeichen | unterstrichen | Führender in der Gesamtwertung                                          |
| sonstige Formate und Zeichen | °             | FanBoost                                                                |
| sonstige Formate und Zeichen | *             | nicht im Ziel, aufgrund der zurückgelegten Distanz aber gewertet        |
| sonstige Formate und Zeichen | ( )           | Streichresultat                                                         |